# Фаулер (Індіана)
Фаулер (англ. Fowler) — місто (англ. town) в США, в окрузі Бентон штату Індіана. Населення — 2337 осіб (2020).

## Географія
Фаулер розташований за координатами 40°37′1″ пн. ш. 87°19′7″ зх. д. / 40.61694° пн. ш. 87.31861° зх. д. (40.616979, -87.318746).  За даними Бюро перепису населення США в 2010 році місто мало площу 3,63 км², з яких 3,62 км² — суходіл та 0,01 км² — водойми.

## Демографія
Згідно з переписом 2010 року, у місті мешкало 2317 осіб у 935 домогосподарствах у складі 593 родин. Густота населення становила 638 осіб/км².  Було 1062 помешкання (292/км²).
Расовий склад населення:
| - 96,7 % — білих - 0,6 % — чорних або афроамериканців - 0,1 % — корінних американців - 0,1 % — азіатів |

До двох чи більше рас належало 1,6 %. Частка іспаномовних становила 3,9 % від усіх жителів.
За віковим діапазоном населення розподілялося таким чином: 25,1 % — особи молодші 18 років, 54,9 % — особи у віці 18—64 років, 20,0 % — особи у віці 65 років та старші. Медіана віку мешканця становила 41,8 року. На 100 осіб жіночої статі у місті припадало 92,0 чоловіків;  на 100 жінок у віці від 18 років та старших — 89,5 чоловіків також старших 18 років.
Середній дохід на одне домашнє господарство  становив 49 647 доларів США (медіана — 42 241), а середній дохід на одну сім'ю — 60 508 доларів (медіана — 55 809). Медіана доходів становила 37 784 долари для чоловіків та 30 870 доларів для жінок. За межею бідності перебувало 15,8 % осіб, у тому числі 16,5 % дітей у віці до 18 років та 11,5 % осіб у віці 65 років та старших.
Цивільне працевлаштоване населення становило 986 осіб. Основні галузі зайнятості: освіта, охорона здоров'я та соціальна допомога — 24,6 %, виробництво — 19,2 %, роздрібна торгівля — 13,3 %, науковці, спеціалісти, менеджери — 8,8 %.